# Rasmus Pedersen
Rasmus Lund Pedersen (Odense, 9 luglio 1998) è un pistard e ciclista su strada danese, medaglia d'argento nell'inseguimento a squadre ai Giochi olimpici di Tokyo 2020, oltre che campione europeo 2019 e campione del mondo 2020, 2023 e 2024 di specialità.

## Palmarès

### Pista
- 2018

1ª prova Coppa del mondo 2018-2019, Inseguimento a squadre (Saint-Quentin-en-Yvelines, con Julius Johansen, Lasse Norman Leth e Casper Von Folsach)
2ª prova Coppa del mondo 2018-2019, Inseguimento a squadre (Milton, con Julius Johansen, Lasse Norman Leth e Casper Von Folsach)
- 2019

Campionati europei, Inseguimento a squadre (con Julius Johansen, Lasse Norman Leth e Frederik Madsen)
1ª prova Coppa del mondo 2019-2020, Inseguimento a squadre (Minsk, con Julius Johansen, Lasse Norman Leth e Frederik Madsen)
2ª prova Coppa del mondo 2019-2020, Inseguimento a squadre (Glasgow, con Julius Johansen, Lasse Norman Leth e Frederik Madsen)
- 2020

Campionati del mondo, Inseguimento a squadre (con Julius Johansen, Lasse Norman Leth e Frederik Madsen)
Campionati danesi, Americana (con Matias Malmberg)
- 2021

Campionati europei, Inseguimento a squadre (con Carl-Frederik Bévort, Tobias Hansen e Matias Malmberg)
Campionati danesi, Americana (con Matias Malmberg)
- 2022

Sprint Meeting Dudenhofen, Scratch
Sommer Grand Prix, Americana (con Niklas Larsen)
Grand Prix Tufo, Americana (con Niklas Larsen)
Grand Prix Prostějov, Omnium
Grand Prix Prešov, Scratch
Grand Prix Prešov, Omnium
Grand Prix Brno, Americana (con Tobias Hansen)
- 2023

Coppa delle Nazioni, Inseguimento a squadre (Jakarta, (con Carl-Frederik Bévort, Tobias Hansen e Robin Skivild)
Coppa delle Nazioni, Inseguimento a squadre (Il Cairo, (con Carl-Frederik Bévort, Tobias Hansen e Robin Skivild)
Campionati del mondo, Inseguimento a squadre (con Niklas Larsen, Carl-Frederik Bévort, Lasse Norman Leth e Frederik Madsen)
- 2024

Campionati del mondo, Inseguimento a squadre (con Niklas Larsen, Carl-Frederik Bévort, Tobias Hansen e Frederik Madsen)

### Strada
- 2015 (Juniores)

4ª tappa Corsa della Pace Juniores (Terezín > Litoměřice)
Campionati danesi, Prova in linea Junior
- 2016 (Juniores)

1ª tappa Corsa della Pace Juniores (Litoměřice > Litoměřice)
3ª tappa Trophée Centre Morbihan (Cruguel > Locminé)

#### Altri successi
- 2016 (Juniores)

2ª tappa, 1ª semitappa Aubel-Thimister-La Gleize (Thimister, cronosquadre)

## Piazzamenti

### Competizioni mondiali
- Campionati del mondo su pista

Aigle 2016 - Inseguimento individuale Junior: 2º
Aigle 2016 - Inseguimento a squadre Junior: 2º
Pruszków 2019 - Inseguimento a squadre: 3º
Berlino 2020 - Inseguimento a squadre: vincitore
Roubaix 2021 - Inseguimento a squadre: 4º
St. Quentin-en-Yv. 2022 - Inseguimento a squadre: 3º
St. Quentin-en-Yv. 2022 - Scratch: 12º
Glasgow 2023 - Inseguimento a squadre: vincitore
Ballerup 2024 - Inseguimento a squadre: vincitore
- Campionati del mondo su strada

Richmond 2015 - In linea Junior: 3º
- Giochi olimpici

Tokyo 2020 - Inseguimento a squadre: 2º
Parigi 2024 - Inseguimento a squadre: 4º

### Competizioni europee
- Campionati europei su pista

Atene 2015 - Inseguimento a squadre Junior: 2º
Atene 2015 - Inseguimento individuale Junior: 13º
Atene 2015 - Scratch Junior: 22º
Glasgow 2018 - Inseguimento a squadre: 10º
Apeldoorn 2019 - Inseguimento a squadre: vincitore
Grenchen 2021 - Inseguimento a squadre: vincitore
Monaco di Baviera 2022 - Scratch: 9º
Monaco di Baviera 2022 - Inseguimento a squadre: 2º
Monaco di Baviera 2022 - Chilometro a cronometro: 5º
Grenchen 2023 - Inseguimento a squadre: 4°
Apeldoorn 2024 - Inseguimento a squadre: 2º
Apeldoorn 2024 - Inseguimento individuale: 3º
- Campionati europei su strada

Alkmaar 2019 - In linea Under-23: ritirato